# Thoanteus
Thoanteus ist eine Gattung der Familie der Vielfraßschnecken (Enidae) aus der Unterordnung der Landlungenschnecken (Stylommatophora).

## Merkmale
Die meist linksgewundene, selten auch rechtsgewundenen, länglich-eiförmigen bis länglich-konischen Gehäuse werden 12 bis 22 mm hoch und 6 bis 10 mm breit. Sie haben sieben bis acht Windungen mit nur schwach gewölbter Peripherie. Die Mündung ist verzerrt U-förmig bis zugespitzt eiförmig. Die Mündungsränder sind mehr oder weniger stark umgebogen. Die Ansatzstellen der Mündung nähern sich an die vorige Windung an. Sie sind durch eine mehr oder weniger dicke weißliche Lage miteinander verbunden. Die Mündung ist zahnlos. Die weißlich-gelblichen bis hornfarbenen Gehäusen sind nur selten zweifarbig, d. h. weisen undeutliche dunklere radiale Streifen auf. Die Oberfläche ist mit feinen Anwachsstreifen und feinen spiralen Elementen bedeckt.
Im männlichen Trakt des Geschlechtsapparates tritt der wenige gewundene Samenleiter in den vergleichsweise kurzen Epiphallus ein. An der Eintrittsstelle sitzt ein kurzes, konisches Flagellum, gegenständig sitzt das kürzere, konisches Epiphalluscaecum. Penis und Epiphallus haben in etwa dieselbe Länge. Am Übergang Epiphallus/Penis ist der Penis stark verdickt, etwa auf die dreifache Dicke des Epiphallus. Die Dicke nimmt zur Einmündung des Penis in das Atrium allmählich auf etwa die Hälfte ab. Ein Peniscaecum fehlt, der Penisappendix mündet direkt in das Atrium. Er besteht aus einem verdickten unteren Teil (A-1, etwas länger als der Penis), von dem in der unteren Hälfte A-3 bis A-5 abzweigt. In der Typusart ist dieser mit dem kugeligen Teil (A-2) verschmolzen. Der dünnere Teil (A-3) hat die übliche Länge, während der dünne obere Teil (A-4) und das keulenförmige Endteil vergleichsweise sehr kurz sind. In den anderen Arten hat der Penisappendix die übliche Form (dickes unteres Teil (A-1), kugeliges unteres Teil (A-2), dünneres mittleres Teil (A-3), sehr dünnes oberes Teil (A-4) und keulenförmiges Endteil (A-5)). Der Stimulator im Innern des Penis ist zapfenförmig mit einer Längsrinne. Der in zwei Stränge aufgeteilte Retraktormuskel setzt am Penis, am Übergang zum Epiphallus sowie am apikalen Ende des verdickten Teiles (A-1/A-2) des Penisappendix an. Im weiblichen Trakt ist der freie Eileiter (Ovidukt) deutlich länger als die Vagina. Die Spermathek ist mäßig lang, der Stiel dick und nicht gewunden. Die Blase kommt etwa in der Nähe der Prostata zu liegen. Kurz vor der Blase zweigt ein langes wurmförmiges Divertikel ab.

### Ähnliche Gattungen
Die Thoanteus-Arten sind fast immer linksgewunden, jedoch gibt es auch andere Gattungen der Vielfraßschnecken mit Arten, die ein linksgewundenes Gehäuse haben. Der Unterschied liegt in der Anatomie des Genitaltraktes. Dieser ähnelt der Gattung Zebrina, jedoch sitzt hier der Penisappendix noch am Penis, aber nahe dem Atrium, und ist sehr viel länger als in Thoanteus. Die Ansatzstellen der zwei Retraktorstränge sind bei Thoanteus und Zebrina gleich, jedoch bei Thonteus terminal an Penis und A-1 des Penisappendix, bei Zebrina subterminal, deutlich von den apikalen Enden von Penis und A-1 des Penisappendix abgerückt.

## Geographische Verbreitung
Die Gattung kommt auf der Krim und in einem kleinen Gebiet in der Nordtürkei vor.

## Taxonomie
Das Taxon wurde von Wilhelm Adolf Lindholm 1925 aufgestellt. Typusart ist Bulimus gibber Krynicki, 1833 durch die Bestimmung von Lindholm. Sie wird heute als gültige Gattung bewertet (Fauna Europaea,  Gümüş & Neubert, Welter Schultes).
- Gattung Thoanteus Lindholm, 1925
  - Thoanteus corneus Hausdorf, 1993
  - Thoanteus ferrarii Hausdorf, 1994
  - Thoanteus gibber (Krynicki, 1833)
  - Thoanteus zilchiHausdorf, 1993

## Belege

### Online
- AnimalBase: Thoanteus Lindholm, 1925